# Caesionidae
Los peces fusilero son la familia Caesionidae, una familia de peces marinos incluida en el orden Perciformes.
Su nombre procede del latín caesius, que significa gris-azulado, en alusión a su color.
Se distribuyen por aguas costeras del océano Índico y costa oeste del océano Pacífico.

## Uso comercial
Por la belleza de algunas especies se ha probado a usarlos en acuariología, pero por su alimentación filtradora requieren amplios espacios sin restricción y ha sido imposible mantenerlos en acuario.
Las especies de esta familia son muy pescadas como una importante fuente de alimentación en muchos países, además de ser usados como cebo para la pesca del atún.

## Géneros y especies
Existen 23 especies agrupadas en 4 géneros:
- Género Caesio (Lacepède, 1801)
  - Caesio caerulaurea (Lacepède, 1801)
  - Caesio cuning (Bloch, 1791)
  - Caesio lunaris (Cuvier, 1830)
  - Caesio striata (Rüppell, 1830)
  - Caesio suevica (Klunzinger, 1884)
  - Caesio teres (Seale, 1906)
  - Caesio varilineata (Carpenter, 198)
  - Caesio xanthalytos (Holleman, Connell y Carpenter, 2013)
  - Caesio xanthonota (Bleeker, 1853)
- Género Dipterygonotus (Bleeker, 1849)
  - Dipterygonotus balteatus (Valenciennes, 1830)
- Género Gymnocaesio (Bleeker, 1876)
  - Gymnocaesio gymnoptera (Bleeker, 1856)
- Género Pterocaesio (Bleeker, 1876)
  - Pterocaesio capricornis (Smith y Smith, 1963)
  - Pterocaesio chrysozona (Cuvier, 1830)
  - Pterocaesio digramma (Bleeker, 1864)
  - Pterocaesio flavifasciata (Allen y Erdmann, 2006)
  - Pterocaesio lativittata (Carpenter, 1987)
  - Pterocaesio marri (Schultz, 1953)
  - Pterocaesio monikae (Allen y Erdmann, 2008)
  - Pterocaesio pisang (Bleeker, 1853)
  - Pterocaesio randalli (Carpenter, 1987)
  - Pterocaesio tessellata (Carpenter, 1987)
  - Pterocaesio tile (Cuvier, 1830)
  - Pterocaesio trilineata (Carpenter, 1987)